# Disco Volante (musikgrupp)
För andra betydelser, se Disco Volante.
Disco Volante är en svensk punk- och rockgrupp från Malmö.
Namnet är taget från skeppet med samma namn i boken och filmen Åskbollen.

## Medlemmar
Nuvarande medlemmar
- Lovisa F – sång, gitarr
- Jannicke H – sologitarr
- Pernilla E – basgitarr
- Linus Rösell – trummor

## Diskografi
Studioalbum
- 2006 – Blood On The Walls (Dvc Records)
- 2008 – We Are Forever  (Not Enough Records)

EP
- 2007 – Disco Volante (Mafia Fan Club)

Singlar
- 2000 – "Penis Envy" / "Big Dick Hans" (Idle Hands Records/Simon Riddle Records)
- 2002 – "Big Dick Hans" / "Pocketcock" (Idle Hands Records)
- 2004 – "Distort The South" / "Hit Where It Hurts" (Rebel Nation Records)[1]
- 2005 – "Black Heart" / "Get Your Kicks" (Dvc Records)

Samlingsalbum (div. artister)
- 2003 – Where The Bad Boys Rock Vol. II (med låten "Ol' Dirty Pike")[3]

Soundtrack
- 2006 – Soundtrack till filmen Frostbiten (med låten "Get Your Kicks")[4]